# فيكتوريا براون (راكبة الكنو)
فيكتوريا براون (بالإنجليزية: Victoria Brown)‏ هي راكبة الكنو بريطانية، ولدت في 14 يناير 1950.

## وصلات خارجية
- فيكتوريا براون على موقع أوليمبيديا (الإنجليزية)
- فيكتوريا براون على موقع اللجنة الأولمبية البريطانية (الإنجليزية)